# Géographie du Malawi
Le Malawi, ex-Nyassaland, est un État d'Afrique australe situé au sud-est du continent, enclavé entre la Tanzanie au nord-est, le Mozambique à l'est et au sud et la Zambie à l'ouest.

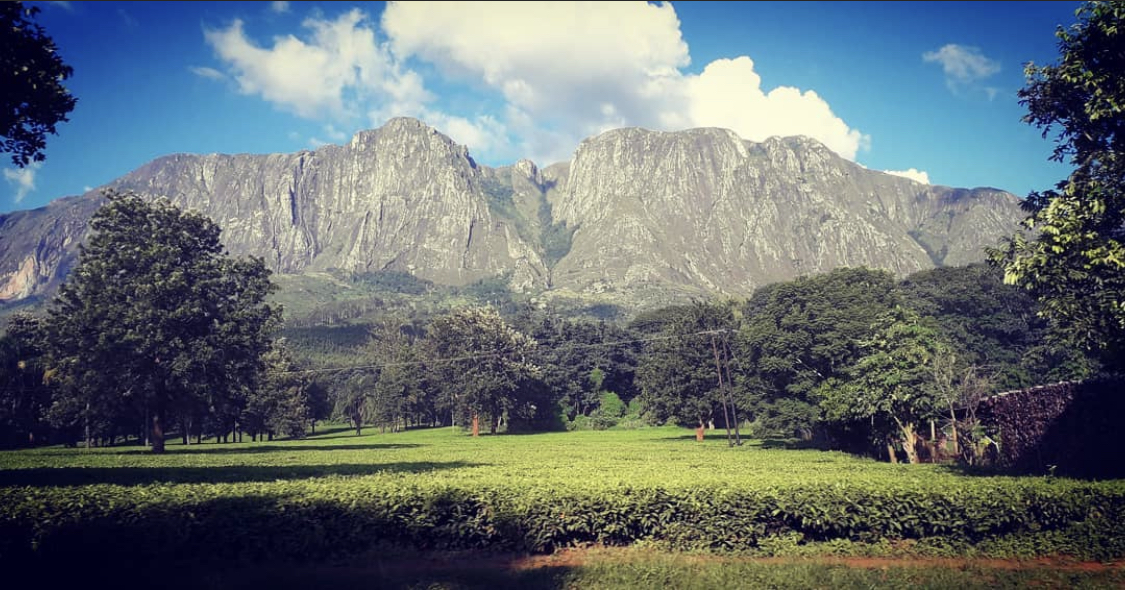
Massif Mulanje.

C'est un petit pays de 118 484 km2, qui s'étire du nord au sud sur 900 km tout le long du lac Malawi, le troisième plus grand lac d'Afrique (580 km de long). Ce dernier constitue une frontière naturelle avec la Tanzanie et le Mozambique. Le quart du territoire, soit 24 204 km2, est constitué par des lacs, quatre au total.
Le point culminant du Malawi est le pic Sapitwa (3 002 m), dans le massif Mulanje.
Le pays ne possède aucun débouché sur la mer.

## Géographie physique

### Climat
Le climat du Malawi est quasiment tropical. Une saison des pluies se déroule de novembre à avril, avec peu ou pas de précipitations à travers beaucoup du pays de mai à octobre. Il fait chaud et humide de septembre à avril le long du lac et en aval de la Shire (avec des maximales diurnes de 27 à 29 °C) ainsi qu'à Lilongwe, bien que beaucoup moins dans le sud. Le reste du pays est plus doux durant ces mois avec une moyenne maximale diurne d'environ 25 °C. De juin à août, les régions du lac et du sud sont agréables, avec des maximales diurnes moyennant 23 °C, mais ailleurs il peut faire frais la nuit (10 à 14 °C), tel que dans les régions en altitude de Mulanje et Nyika (6 à 8 °C) - de juin à Juillet. Karonga dans l'extrême nord connaît peu de variation de températures avec des maximales diurnes demeurant autour de 25 à 26 °C pendant toute l'année; il est toutefois rare qu'avril et mai connaissent un pic d'humidité du fait des vents forts méridionaux venant du lac.

## Géographie humaine

### Réseaux de transport
Le transport ferroviaire au Malawi est limité a quelques lignes peu utilisées. Les transports se font surtout sur les routes et pistes par des bus ou taxis-brousse.